# Cleome ornithopodioides
Cleome ornithopodioides là một loài thực vật có hoa trong họ Màng màng. Loài này được L. mô tả khoa học đầu tiên năm 1753.

## Hình ảnh

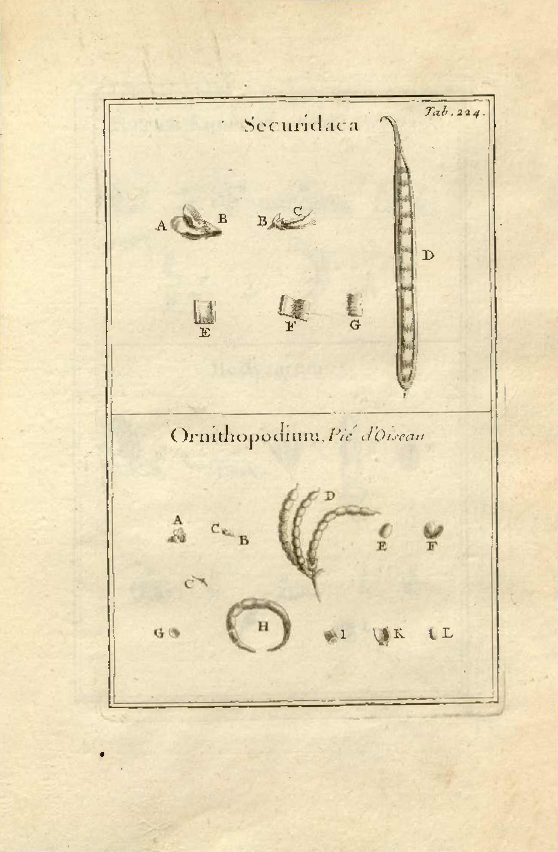
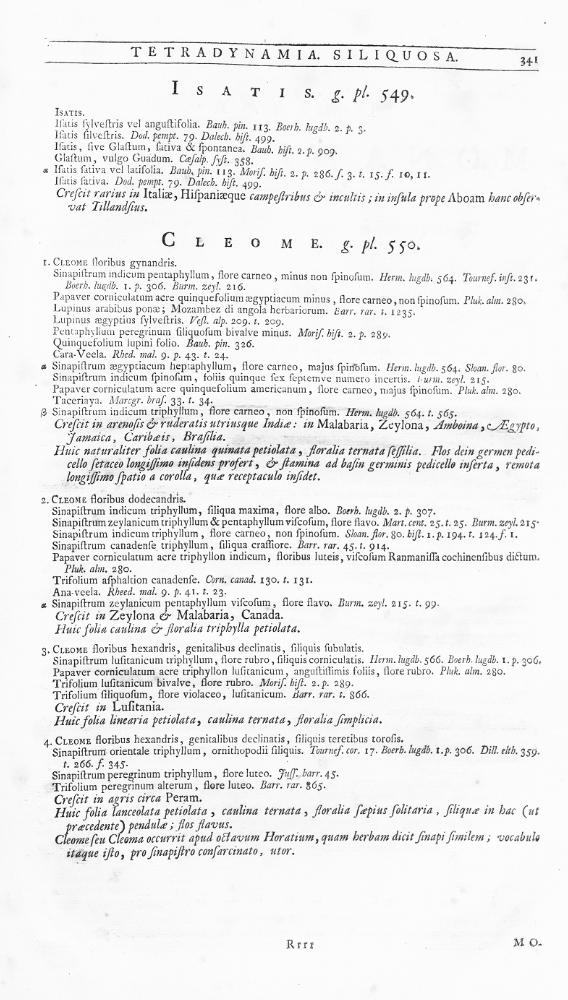
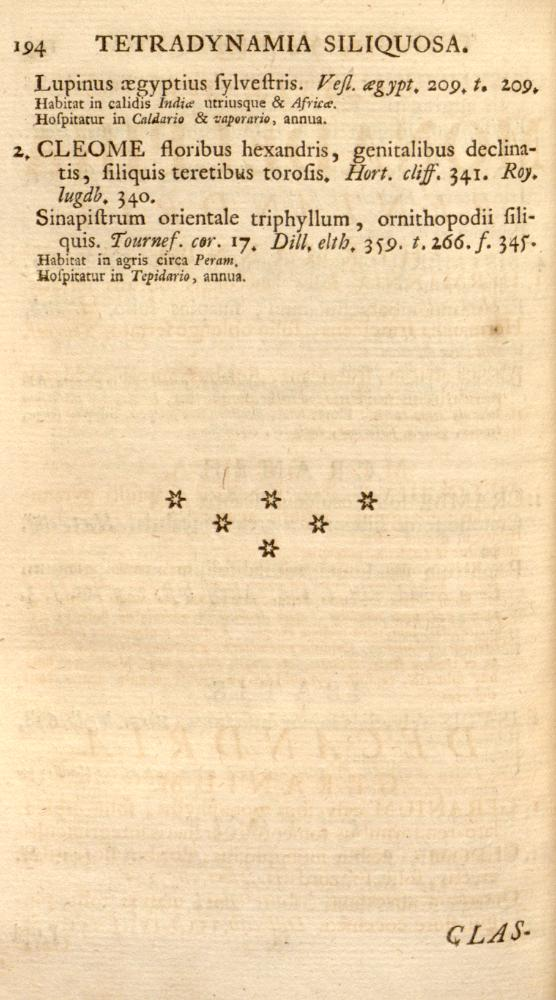
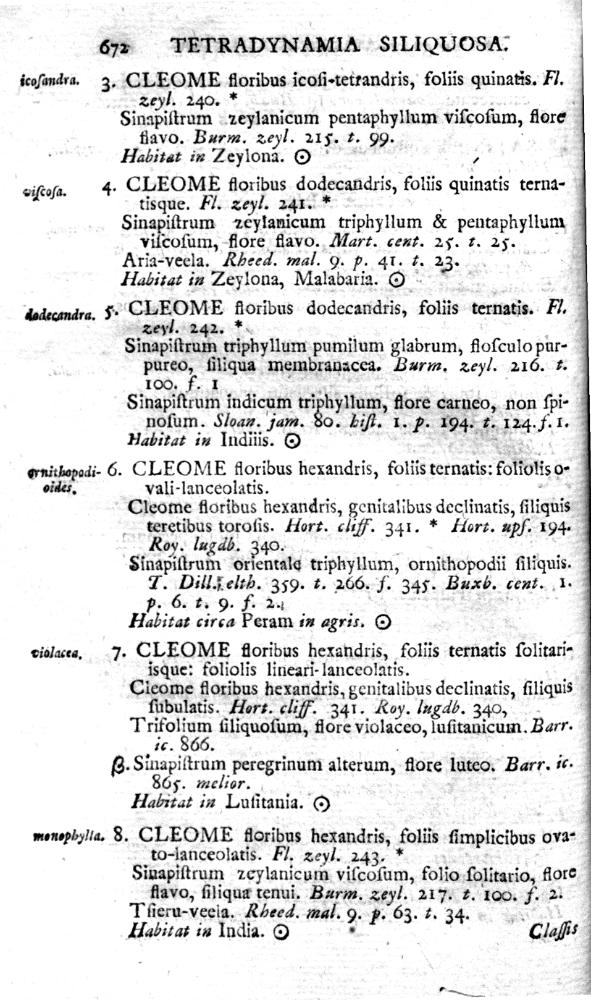